# Guenviller
Guenviller (deutsch Genweiler, 1940–1944 Gennweiler) ist eine französische Gemeinde mit 681 Einwohnern (Stand 1. Januar 2022) im Département Moselle in der Region Grand Est (bis 2015 Lothringen).

## Geografie
Der Ort liegt im Norden der historischen Region Lothringen, etwa acht Kilometer von der deutsch-französischen Grenze, vier Kilometer südlich von Hombourg-Haut entfernt. Im Süden des Gemeindegebietes entspringt der Fluss Nied Allemande (Deutsche Nied).

## Geschichte
Die Gemeinde wurde erstmals 1221 als Genwilr erwähnt. 

### Bevölkerungsentwicklung
| Jahr      | 1962 | 1968 | 1975 | 1982 | 1990 | 1999 | 2006 | 2019 |
| Einwohner | 421  | 447  | 523  | 573  | 603  | 613  | 668  | 667  |

## Sehenswürdigkeiten

Kirche Saint-Lambert

- Kirche Saint-Lambert